# Cary Bren
Cary Bren (ur. 8 maja 1959 w Santa Ana) – amerykański kierowca wyścigowy.

## Kariera
Bren rozpoczął karierę w międzynarodowych wyścigach samochodowych w 1984 roku od startów w Formula Super Vee USA Robert Bosch/Valvoline Championship. Z dorobkiem 26 punktów uplasował się na piętnastej pozycji w klasyfikacji generalnej. Rok później w tej samej serii był już czwarty. W późniejszych latach pojawiał się także w stawce Mita Copiers NZ International Formula Mondial Series, Formuły 3000 oraz American Racing Series.
W Formule 3000 Amerykanin wystartował podczas pierwszej rundy sezonu 1986 z brytyjską ekipą Onyx Racing.